# Цымбалист, Эндрю
Эндрю Цымбалист (англ. Andrew Zimbalist, род. 16 октября 1947 г.) — американский экономист, специалист в области экономики спорта. Бакалавр Висконсинского университета (1969), магистр (1972) и доктор философии (1974) Гарвардского университета. С 1974 г. преподает в колледже Смит (Норхэмптон, шт. Массачусетс).

## Основные произведения
- «Бейсбол и миллиарды» (Baseball and Billions, 1992);
- «Спорт, рабочие места и налоги» (Sports, Jobs and Taxes, 1997);
- «Экономика спорта» в 2-х тт. (The Economics of Sport, 2001);
- «Пусть победит сильнейший: экономика бейсбола и общественная политика» (May the Best Team Win: Baseball Economics and Public Policy (2003);
- «Задняя линия: изучение и дискуссии вокруг спортивного бизнеса» (The Bottom Line: Observations and Arguments on the Sports Business, 2006);
- «Равная игра: девятая статья и социальные изменения» (Equal Play: Title IX and Social Change, 2007)[1].